# Isuzu Bighorn
Der Isuzu Bighorn ist ein von 1981 bis 2002 produzierter Geländewagen des japanischen Fahrzeugherstellers Isuzu. Der Bighorn war der erste Geländewagen im SUV-Stil aus japanischer Produktion und Vorbild für die später erschienenen Mitsubishi Pajero und Toyota Hilux Surf der heimischen Wettbewerber. Der Bighorn wurde noch in LKW-Bauweise mit Leiterrahmen hergestellt und dementsprechend war die Federung nicht sehr komfortabel. Daher war der Verkauf im heimischen Markt anfangs noch schleppend, stieg aber mit jedem neuen Wettbewerber an. Der Isuzu Bighorn wurde im Heimatmarkt und Neuseeland angeboten.
Im Export hieß er meist Isuzu Trooper, wurde aber auch unter einigen anderen Marken des GM-Konzerns angeboten oder in Lizenz gebaut, beschrieben in den einzelnen Generationen.

## Erste Generation (1981–1991)
Im September 1981 erschien das Modell erstmals auf dem Heimatmarkt als Isuzu Big Horn Rodeo. Der Hintergrund des Namens war der 1980 erschienene Isuzu Faster Rodeo, der erste Geländewagen von Isuzu mit Allradantrieb. Damals plante Isuzu, alle 4WD Modelle mit dem Namenszusatz Rodeo zu bezeichnen. Einige Pkw-Modelle im Heimatmarkt von Isuzu trugen daher ebenso diese Bezeichnung, mit dem zunehmenden Export von Isuzu Modellen oder der Vermarktung durch General Motors im Ausland wurde diese Praxis jedoch wieder eingestellt.
Der Big Horn Rodeo war nur als 3-türiges SUV oder 3-türiger Kastenwagen erhältlich, mit kurzem oder langem Radstand. Wahlweise gab es beim SUV Softtop- oder Hardtop-Dachvarianten. Beim Softtop waren 4 Sitzplätze, beim Hardtop 5 Sitzplätze vorhanden. Als Antrieb diente ein 2,2-l-Dieselmotor mit 45 kW (62 PS) und ein 2,0-l-Ottomotor mit 65 kW (88 PS), der aus dem Isuzu 117 Coupé stammte, kombiniert mit Vierganggetriebe oder wahlweise ein Vierstufen-Automatikgetriebe von Aisin-Warner. Der Allradantrieb hatte manuell zu schaltende Freilaufnaben. Eine Servolenkung gab es serienmäßig je nach Markt. Vorne wurden Scheibenbremsen und hinten Trommelbremsen eingebaut. Parallel zum Verkaufsstart in Japan bot Isuzu das Modell auch in Neuseeland an. Holden vermarktete das von Isuzu gebaute Modell als Holden Jackaroo. Als Isuzu Trooper wurde das Modell nach und nach weltweit eingeführt.
Insbesondere mit dem Dieselmotor war das Fahrzeug in der Leistung beschränkt, was die Beliebtheit bei den Privatkunden einschränkte. Darauf reagierte Isuzu im Januar 1984 mit dem Einbau eines Turboladers beim Dieselmotor, wodurch die Leistung auf 54 kW (73 PS), für den Export teilweise auf 55 kW (75 PS) stieg. Dieser Motor erhielt ein Fünfgang-Schaltgetriebe, das nun auch wahlweise für die anderen Motoren zur Verfügung stand. Gleichzeitig erhielt das fünfsitzige Modell variablere Rücksitzlehnen, die bis dahin nur als Ganzes umgeklappt werden konnten. Mit diesen Überarbeitungen änderte Isuzu auch den Namen des Modells in Isuzu Bighorn.
Ab Juni 1985 gab es nun auch ein fünftüriges Modell mit verlängertem Radstand und einen Kraftstofftank mit 83 l statt 50 l. Ein 2,3-l-Ottomotor mit 81 kW (110 PS) kam neu hinzu, während das Viergangschaltgetriebe nicht mehr erhältlich war.
1986 gab es für das Exportmodell Trooper einen 2,2-l-Dieselmotor mit 64 kW (87 PS) und einem Garrett-Turbolader für den US-Markt. Aufgrund der nicht überzeugenden Leistung wurde dieser Motor 1987 wieder aus dem Programm genommen.
Im Januar 1987 wurde der Bighorn und die Exportmodelle überarbeitet. Im Wesentlichen wurde die Front geändert und das Fahrwerk deutlich verbessert. Die Stoßdämpfer waren nun je nach Ausstattung, elektrisch verstellbar. 
Neu war der 4JB1-T, ein 2.8-l-Turbodieselmotor mit 74 kW (100 PS) für alle Modelle. Dieser Motor hatte bereits Direkteinspritzung und stammte vom Isuzu Elf. Er war zu dieser Zeit laut Isuzu der erste Geländewagen Weltweit mit einem Turbo-Diesel-Direkteinspritzer. Das Exportmodell Trooper wurde als Sondermodell Irumusha mit Recaro-Sitzen, Momo-Lenkrad und diversen elektrischen Helfern und Klimaanlage als Luxus-Modell für Nordamerika aufgelegt. Dieses Modell hatte vorerst exklusiv einen 2,6-l-Ottomotor mit 89 kW (121 PS).
Ab Juni 1988 kam hier der Irumusha R hinzu. Dieser hatte breitere Reifen auf Aluminiumrädern und breitere Kotflügel. Die Irumusha-Sondermodelle wurden nun im Heimatmarkt und in den übrigen Exportländern ebenso angeboten wie der 2,6-l-Ottomotor. Auf dem Heimatmarkt wurde er auch von Subaru als Subaru Bighorn angeboten. Ihn gab es nur mit den 2,8-l-Turbodieselmotoren. Der Subaru Bighorn wurde noch nach dem Ende des Isuzu Bighorn I bis 1993 gebaut und verkauft, erhielt aber keinen Nachfolger.
Ab 1988 wurde von SsangYong in Südkorea eine auf dem Trooper basierende Version unter den Namen SsangYong Korando Family verkauft.
Ab November 1988 gab es den 2,8-l-Turbodiesel auch mit Ladeluftkühlung, wodurch die Leistung auf 85 kW (115 PS) stieg. Ab 1989 gab es auch eine siebensitzige Variante und ein Sondermodell in Zusammenarbeit mit Lotus.
Bis 1993 wurde der Bighorn I noch produziert, wobei ab November 1991 nur noch das Subaru Modell und für einige Exportmärkte der Trooper produziert wurde.
Zum Stichtag 1. Januar 2022 waren laut Kraftfahrtbundesamt in Deutschland noch 77 Isuzu Trooper der ersten Generation angemeldet, davon 5 Vor-Facelift-Modelle.

### Varianten und Ausstattungsoptionen ab 1988
Der Trooper wurde zu dieser Zeit mit drei Karosserien Angeboten:

#### Wagon
Diese Variante bezeichnet den 5-Türer, welcher nur mit Langen Radstand erhältlich war. Es gab die Optionen, ihn mit einer dritte Sitzreihe auszurüsten (7 Sitze) oder wahlweise mit längs angebrachten Sitzreihen, welche die Personenkapazität auf 9 erhöhte. 

#### Hard Top
Die Hard-Top-Variante steht für die 3-türige Version und hatte einen Wenderadius von nur 4,8 m im Gegensatz zu dem 5-Türer, welcher 5,4 m benötigt. Diese Variante sollte den Anforderungen eines robusten und zuverlässigen, einfach zu manövrierenden Geländewagens entsprechen. 

#### Soft Top
Die Soft-Top-Version ist technisch kaum von der Hard-Top-Version zu unterscheiden. Die mögliche Ausstattungslinie unterscheidet sich aber da bei dem Soft Top nur die STD-Variante verfügbar war (siehe unten).

#### Ausstattungslinien
Fast unabhängig von der Karosserievariante gab es verschiedene Ausstattungen, welche zur Verfügung standen. Die Ausstattungslinie ist meistens schon anhand des Aufklebers auf der B-Säule erkennbar.

##### STD (Standard)
Die Ausstattung ist sehr mager und war wie Isuzu selbst schrieb, für den Arbeitseinsatz konzipiert. Servolenkung und Kopfstützen waren bei ihr standardmäßig nicht mit an Bord und mussten optional erworben werden. Ebenso gilt dies für 3-Punkt-Gurte für Fahrer und Beifahrer. Auf den hinteren Sitzplätzen mussten sogar 2-Punkt-Gurte optional erworben werden. STD war für alle Karosserieformen erhältlich.

##### DLX (Deluxe)
Die meisten Trooper wurden mit dieser Ausstattung ausgeliefert, weshalb sie auch heute noch relativ häufig zu finden ist. Sie beinhaltet Servolenkung, bequemere Sitzplätze für Fahrer und Beifahrer. Auch war die Farbauswahl deutlich größer als beim Standardmodell.

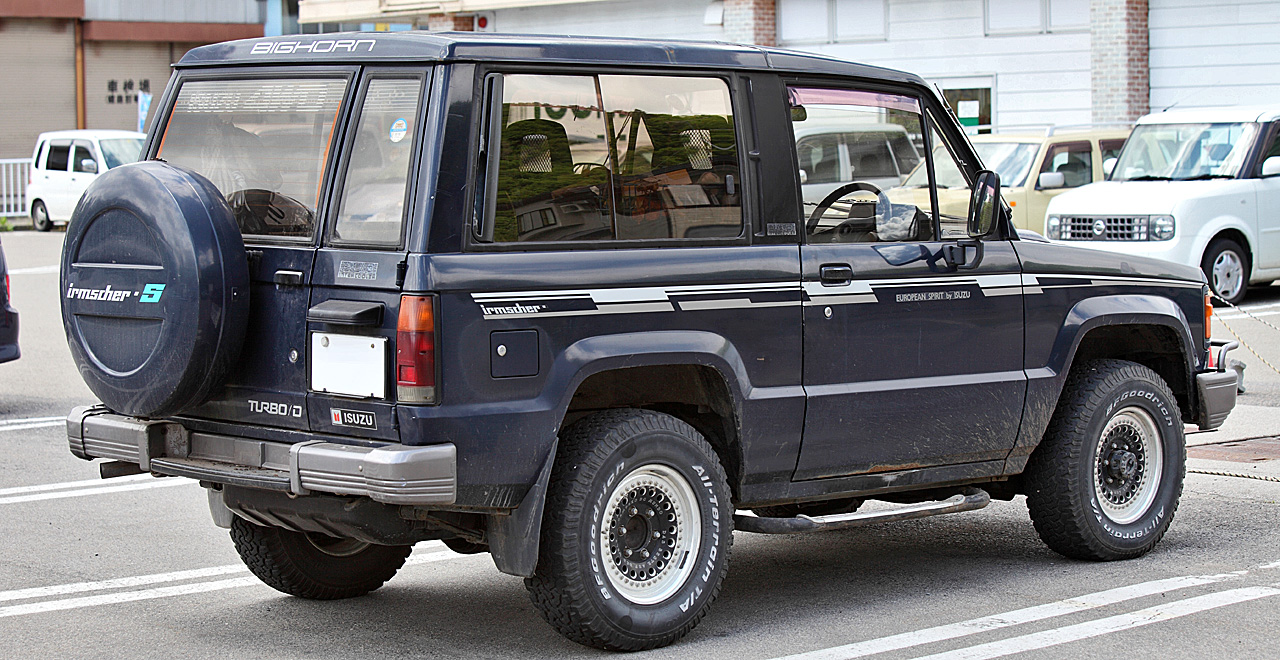
Heckansicht
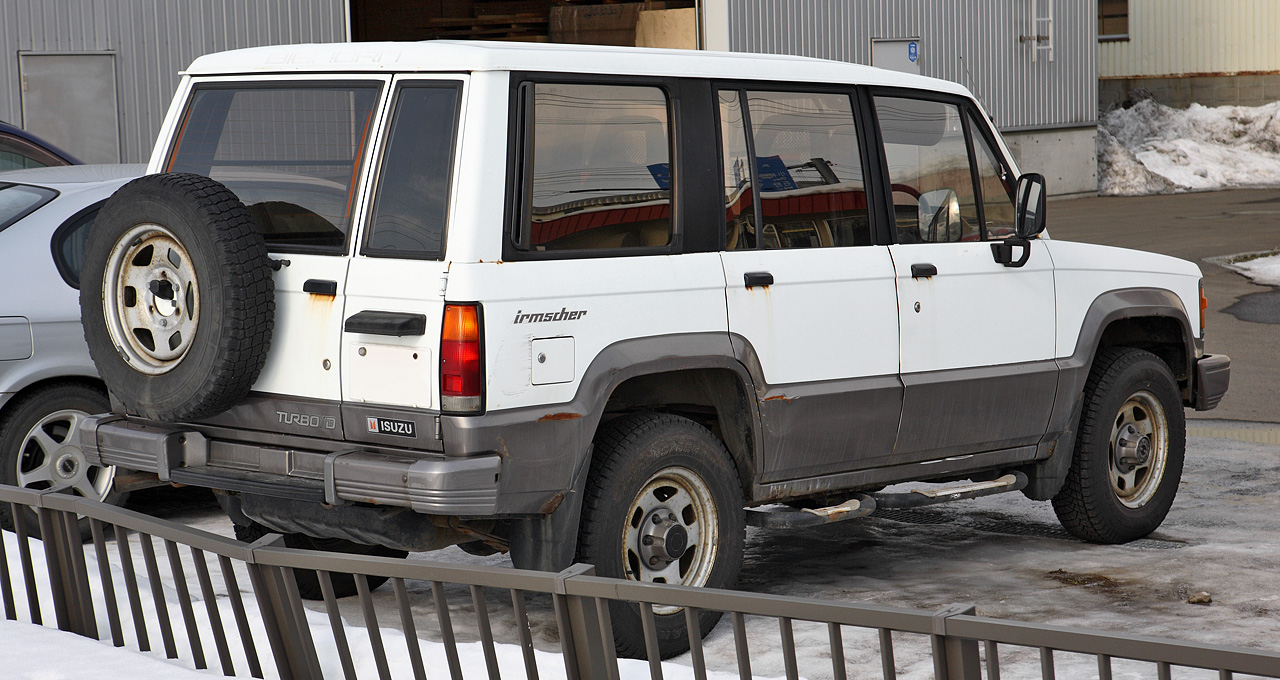
5-Türer
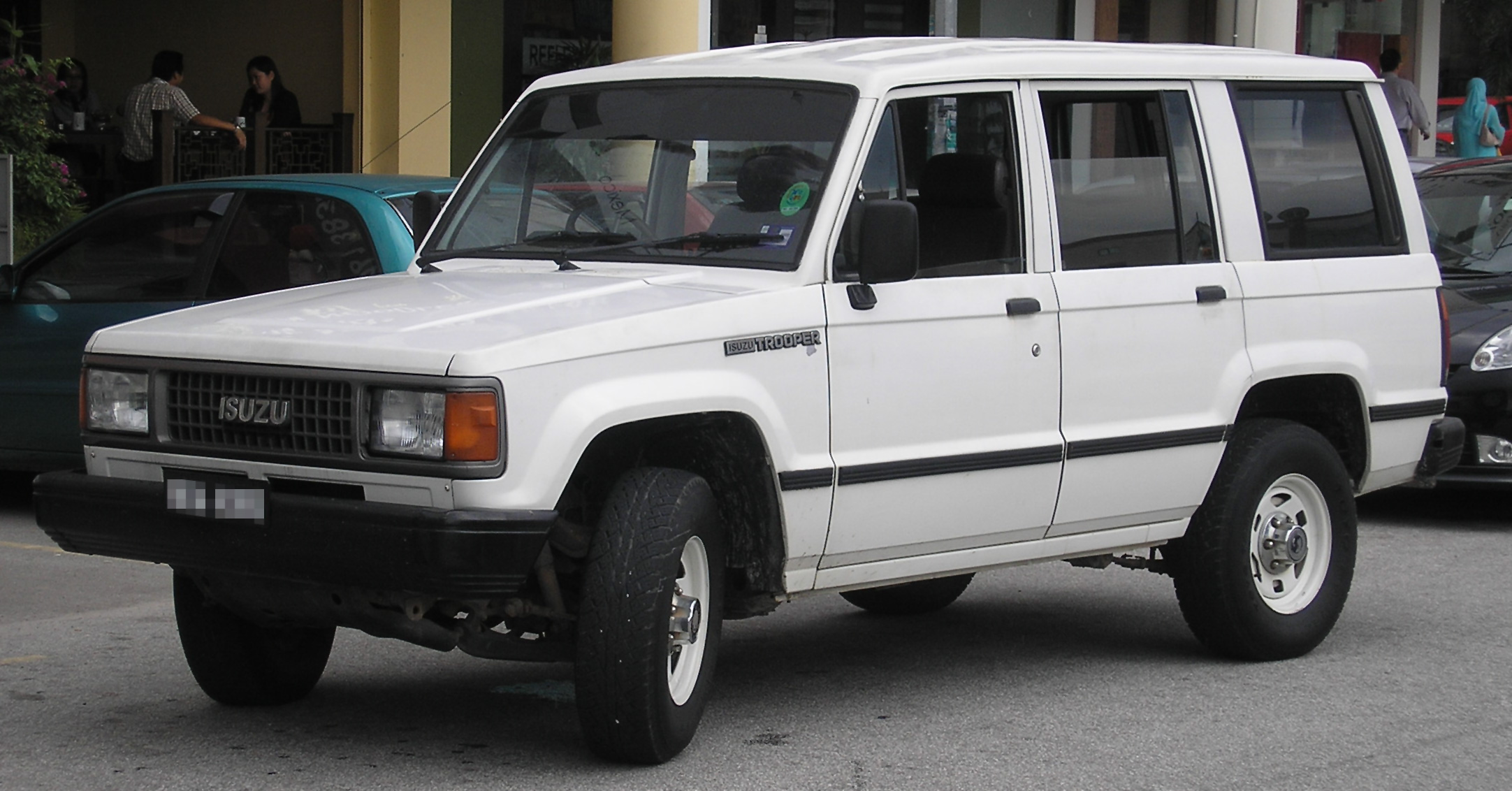
Isuzu Trooper
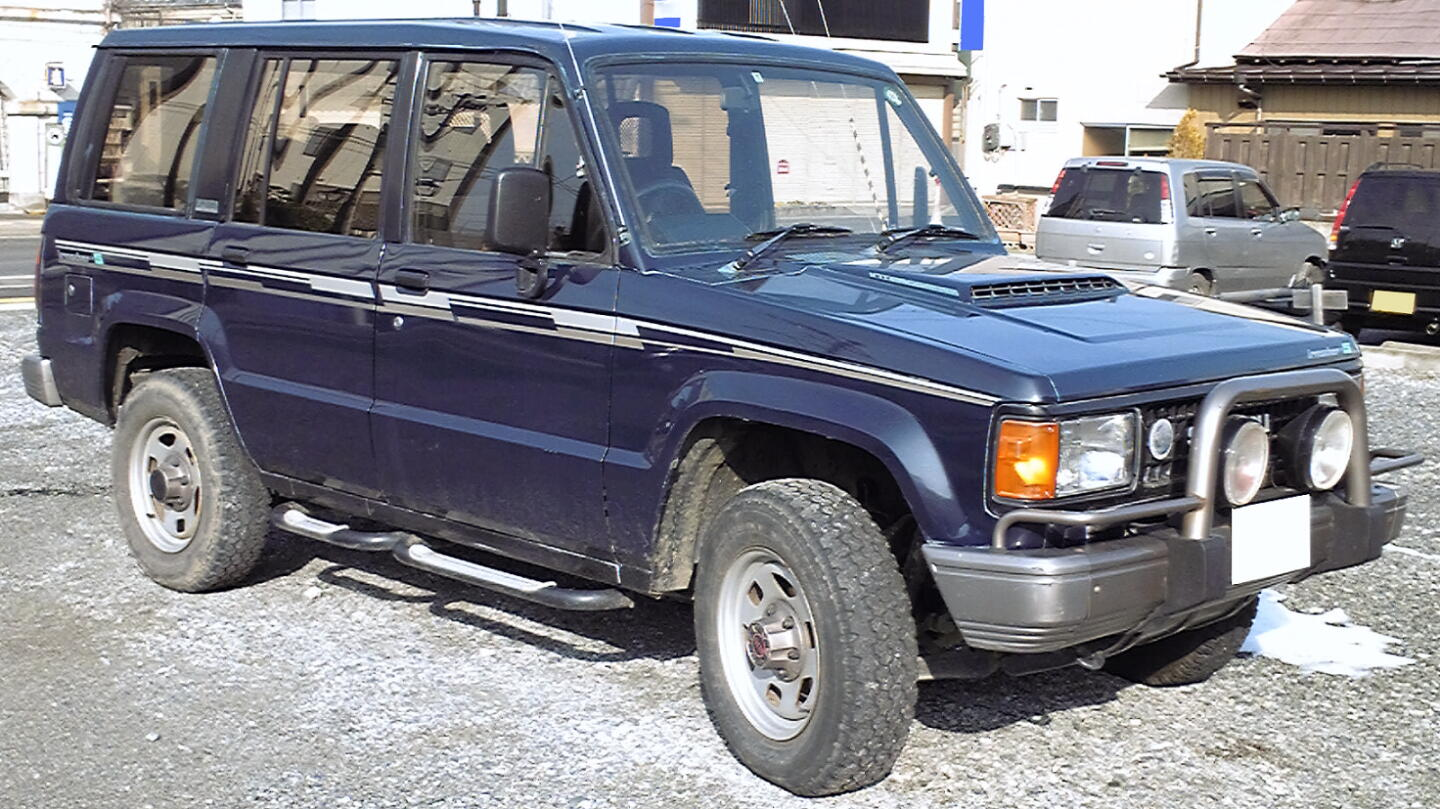
Subaru Bighorn
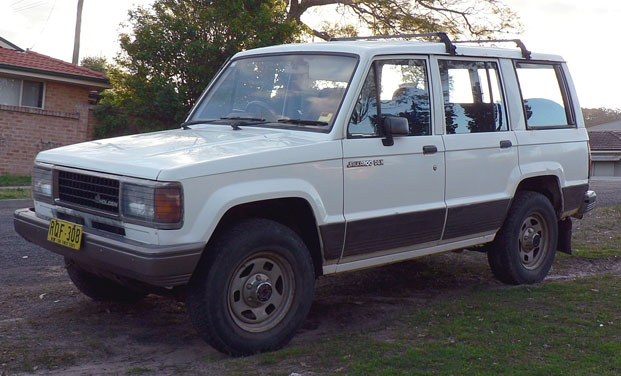
Holden Jackaroo
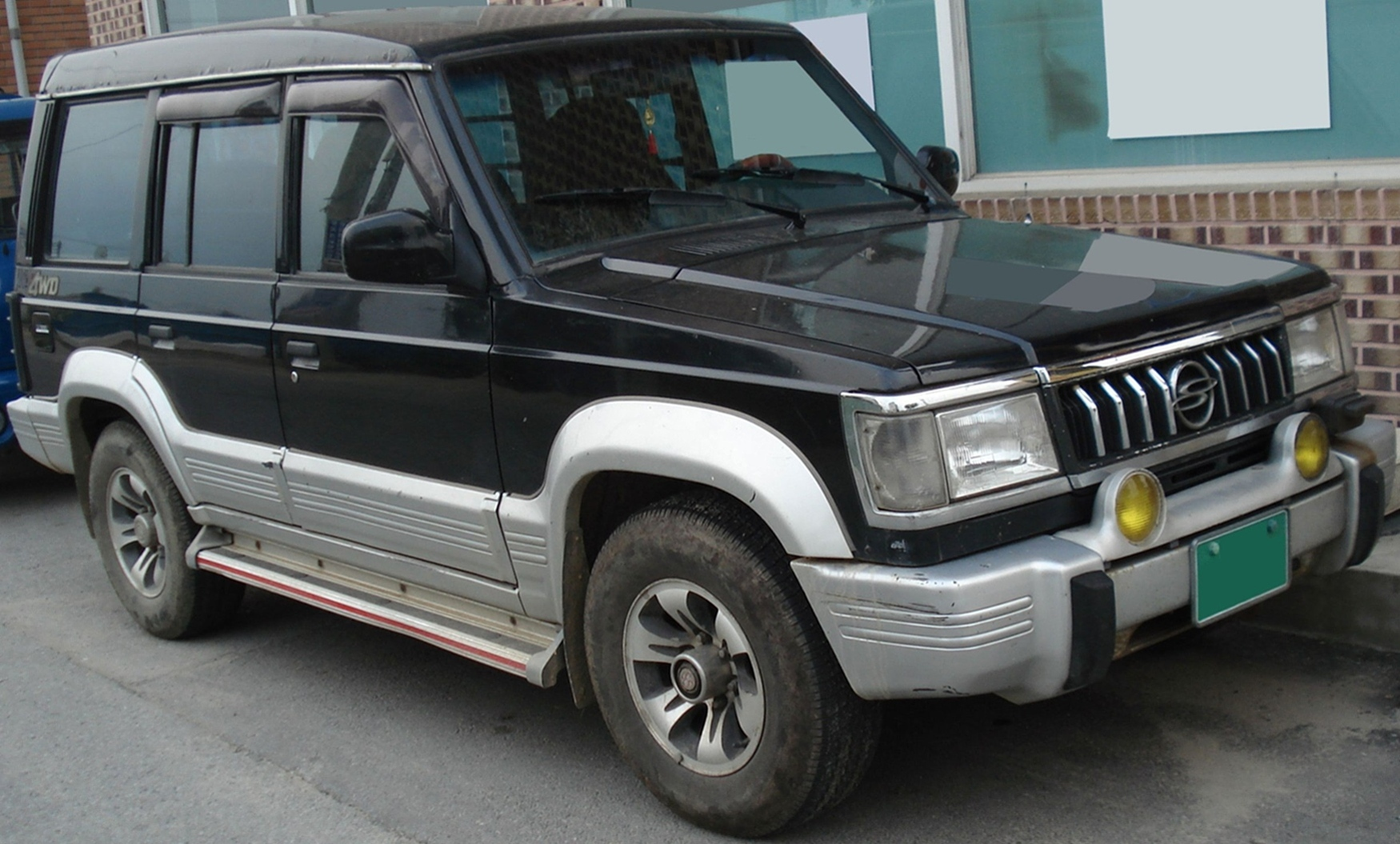
SsangYong Korando Family

## Zweite Generation (1991–2002)
Im Oktober 1991 wurde die zweite Generation auf der Tokyo Motor Show vorgestellt und ab Dezember 1991 zunächst nur mit langem Radstand auf dem Heimatmarkt und wiederum als Isuzu Trooper im Export angeboten. Die Modelle mit kurzem Radstand wurden ab März 1992 angeboten. Ab diesem Zeitpunkt wurde das Modell auch in Europa als Vauxhall oder Opel Monterey  angeboten. Aus Japan stammte wiederum der Holden Jackaroo, während er in Neuseeland wiederum Isuzu Bighorn hieß. Als Chevrolet Trooper wurde er von GM in Südamerika angeboten.
Die Modelle waren nun deutlich größer geworden, in der Variantenvielfalt jedoch gleich. Vier innenbelüftete Scheibenbremsen und Servolenkung gehörten bei allen Versionen zum Standard. Je nach Markt und Ausstattungsversion war auch ein Antiblockiersystem serienmäßig. Die neuen Modelle hatten auch neue Motoren erhalten. Dabei handelte es sich um einen 3,2-l-V6-Ottomotor mit Benzineinspritzung, der 130 kW (177 PS) leistete. Den 2,8-l-Dieselmotor mit Direkteinspritzung, der ursprünglich aus einem Isuzu Lkw stammte, wurde nicht mehr verwendet, da er die Abgasvorschriften auf vielen Märkten nicht erfüllte. Daher gab es nun einen 3,1-l-Turbodieselmotor mit Wirbelkammereinspritzung und Ladeluftkühler mit einer Leistung von 84 kW (113 PS). Die Motorkraft wurde wie bisher über ein manuell zu schaltendes Fünfganggetriebe oder eine vierstufige Automatik übertragen. Wie beim Vorgänger gab es zuschaltbaren Allradantrieb und je nach Markt manuell betätigte oder automatische Freilaufnaben. Ebenfalls gab es wieder Sondermodelle in Zusammenarbeit mit Lotus, sowie die Sportmodelle Irumusha, die außerhalb vom Heimatmarkt teils andere Bezeichnungen trugen.
Ab September 1992 waren elektrische Fensterheber vorne Serienstandard bei allen Modellen. Im Dezember erhielt der Bighorn die Auszeichnung Japan Car of the Year.
1993 schloss Isuzu eine Vereinbarung mit Honda zur gegenseitigen Fahrzeugbelieferung. So wurde ab Oktober desselben Jahres der Isuzu Wizard als Honda Jazz produziert und der Honda Civic als Isuzu Gemini.
- 1994 startete dann der Honda Horizon auf Basis des Bighorn exklusiv für den japanischen Markt. Er unterschied sich durch minimale Änderungen in der Inneneinrichtung, einen anderen Kühlergrill, andere Aluminiumräder und den Honda-Logos vom Isuzu.

1995 wurde die elektronische Steuerung der Einspritzpumpe des Dieselmotors geändert und der Turbolader verbessert, wodurch die Leistung auf 92 kW (125 PS) stieg. Der Wagen war nun auch mit permanentem Allradantrieb erhältlich.
- Aus der Kooperation von Honda und Isuzu entstand ein neues Modell für Hondas Luxusmarke Acura für den nordamerikanischen Markt, der Acura SLX.

Ab August 1996 gehörte ABS überall zur Grundausstattung. Erstmals gab es nun, je nach Markt serienmäßig, Fullsize-FrontAirbags.
1998 überarbeitete Isuzu die Front mit neuem Kühlergrill, Scheinwerfern, Blinkern und Stoßfänger. Am meisten tat sich jedoch bei den Motoren. Ein neu entwickelter 3,0-l-Dieselmotor mit vier Zylindern, Common-Rail-Einspritzung und Ausgleichswelle zur Vibrationsreduzierung ersetzte den bisherigen Turbodieselmotor. Die Leistung betrug 117 kW (159 PS). In Nordamerika wurde ein 3,5-l-V6-Ottomotor mit zwei obenliegenden Nockenwellen und 160 kW (218 PS) eingeführt mit einem elektronisch gesteuerten Allradantrieb, dem All-Wheel-Drive-System von Borg-Warner, das je nach Bedarf die Kraft an die einzelnen Räder verteilt und deutlich komfortabler und verbrauchsgünstiger ist als ein permanenter Allradantrieb. Die Irumusha-Serie wurde eingestellt und nun als Sportpaket, mit den auch einzelnen Optionen Recaro-Sitze, Sportfahrwerk, elektronische Berganfahrhilfe, als Bighorn/Trooper Plaisir angeboten.
Ab 1999 wurde dieser Motor und das 4Mode Allradsystem auch im Rest der Welt angeboten. Im gleichen Jahr endete auch die Produktion des Honda Horizon und des Acura SLX. Während der Honda keinen Nachfolger erhielt, gab es mit dem Acura MDX einen Nachfolger für das Modell ab 2001. Genauso wurde der Verkauf des Opel Monterey in den meisten europäischen Ländern eingestellt. Ab Januar 2000 importierte Isuzu daher den Bighorn II wieder als Isuzu Trooper nach Europa in Länder mit Rechtsverkehr.
2001 fand die letzte Überarbeitung des Bighorn und der Schwestermodelle statt. Hierbei wurde der Dieselmotor überarbeitet bezüglich geringerer Geräusche und die elektronische Steuerung der Automatikgetriebe neu eingestellt. Beim 3,2-l-Ottomotor wurde nun eine elektronisch gesteuerte Drosselklappe eingebaut. Die Anfahrhilfe wurde ebenso verbessert wie die Emissionen der Ottomotoren.
- 2002 wurde der Verkauf des Bighorn in Japan eingestellt und blieb dort ohne Nachfolger.
- 2002 und 2003 wurde der Isuzu Trooper in Nordamerika durch die Modelle Isuzu Axiom und Isuzu Ascender ersetzt.
- 2003 endete auch der Export des Holden Jackaroo, der ohne Nachfolger blieb und des Chevrolet Trooper.
- Der Isuzu Trooper wurde ebenfalls je nach Markt zwischen 2002 und 2003 eingestellt.

In den meisten Ländern gab es keinen direkten Nachfolger, sondern das Modell wurde durch GM-Modelle ersetzt.
- Auf den Philippinen hingegen wurde der Isuzu Trooper noch bis 2005 produziert und angeboten. Dort ersetzte das Modell der Isuzu Alterra.

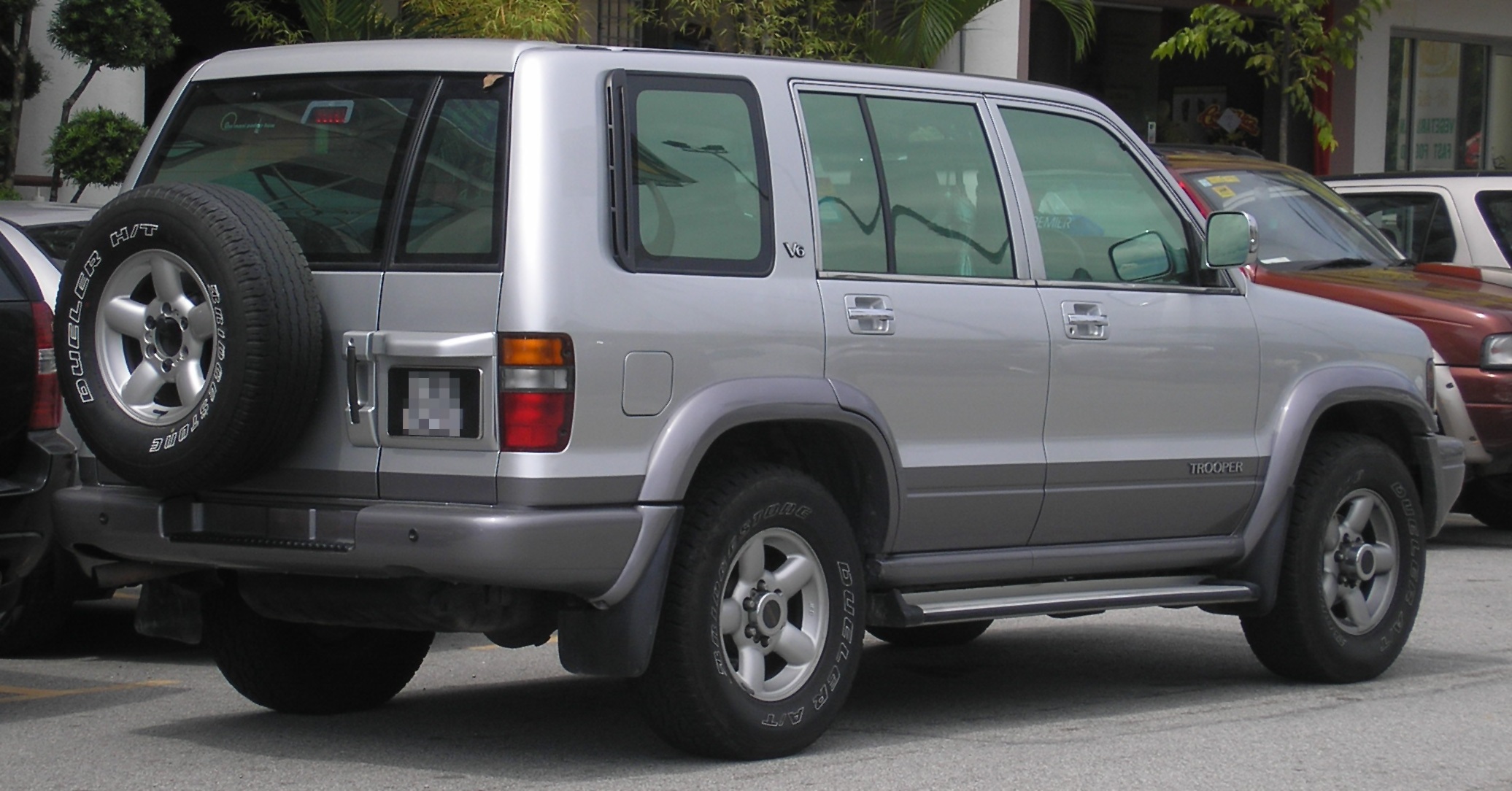
Heckansicht
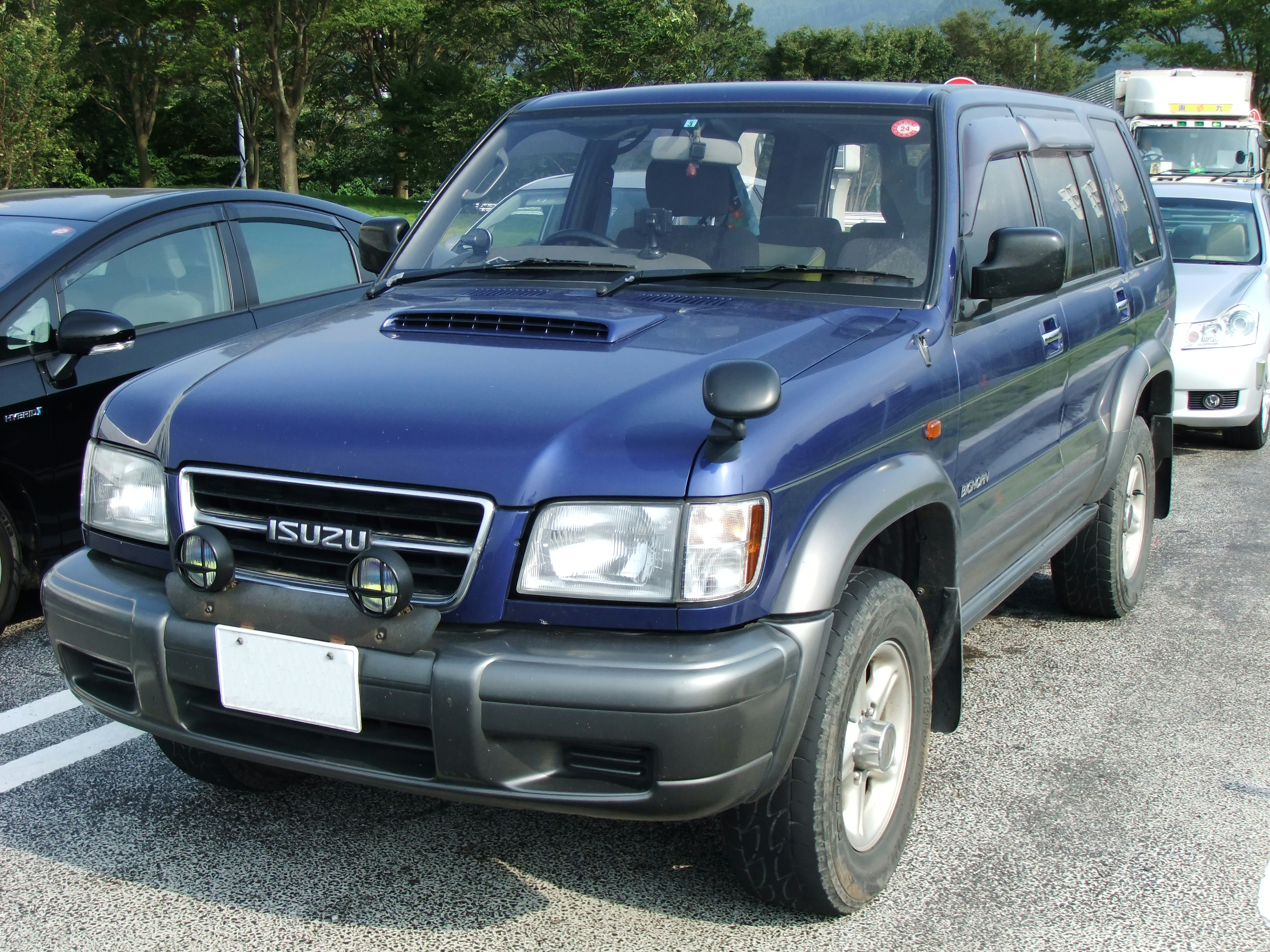
Facelift Version
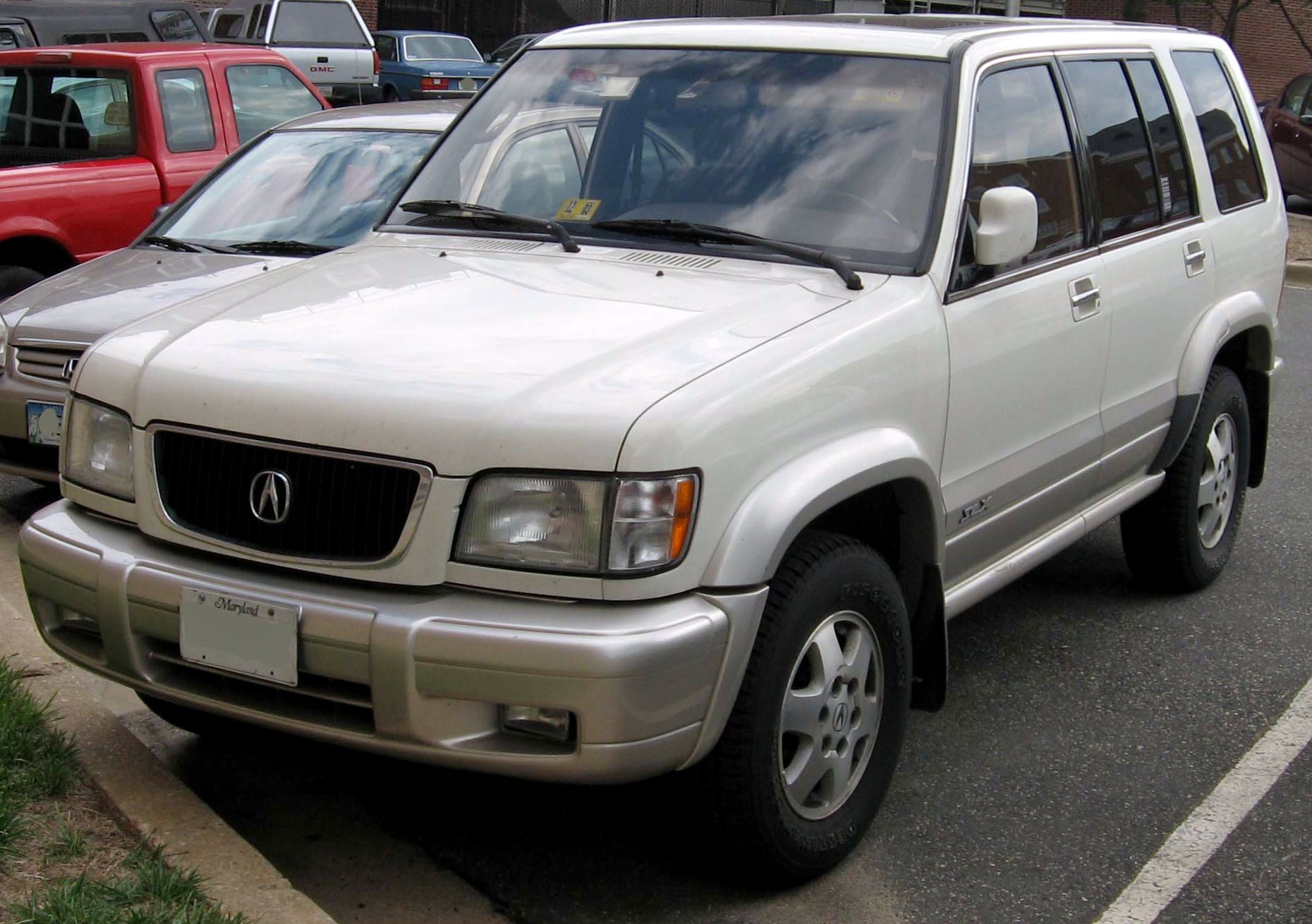
Acura SLX
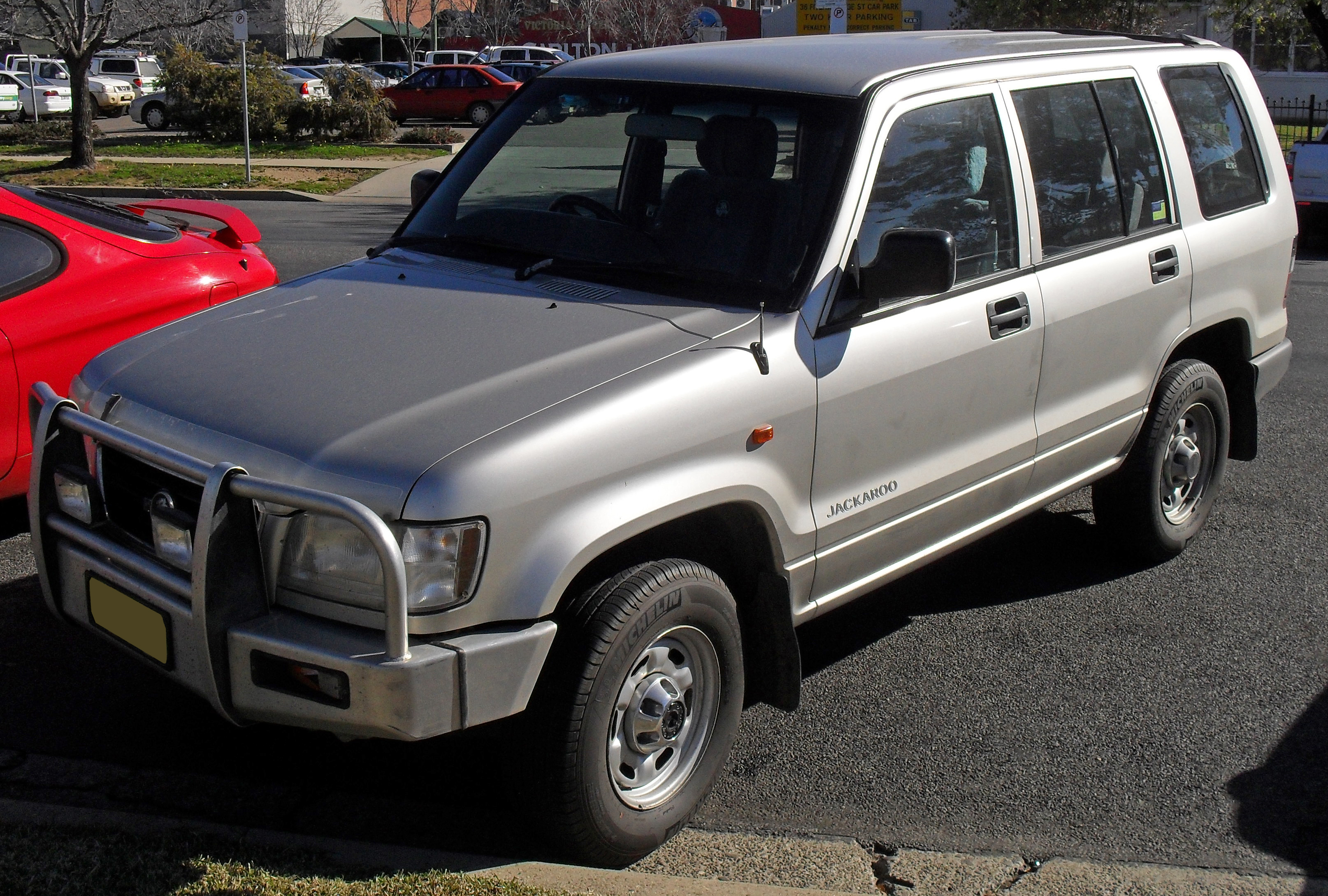
Holden Jackaroo
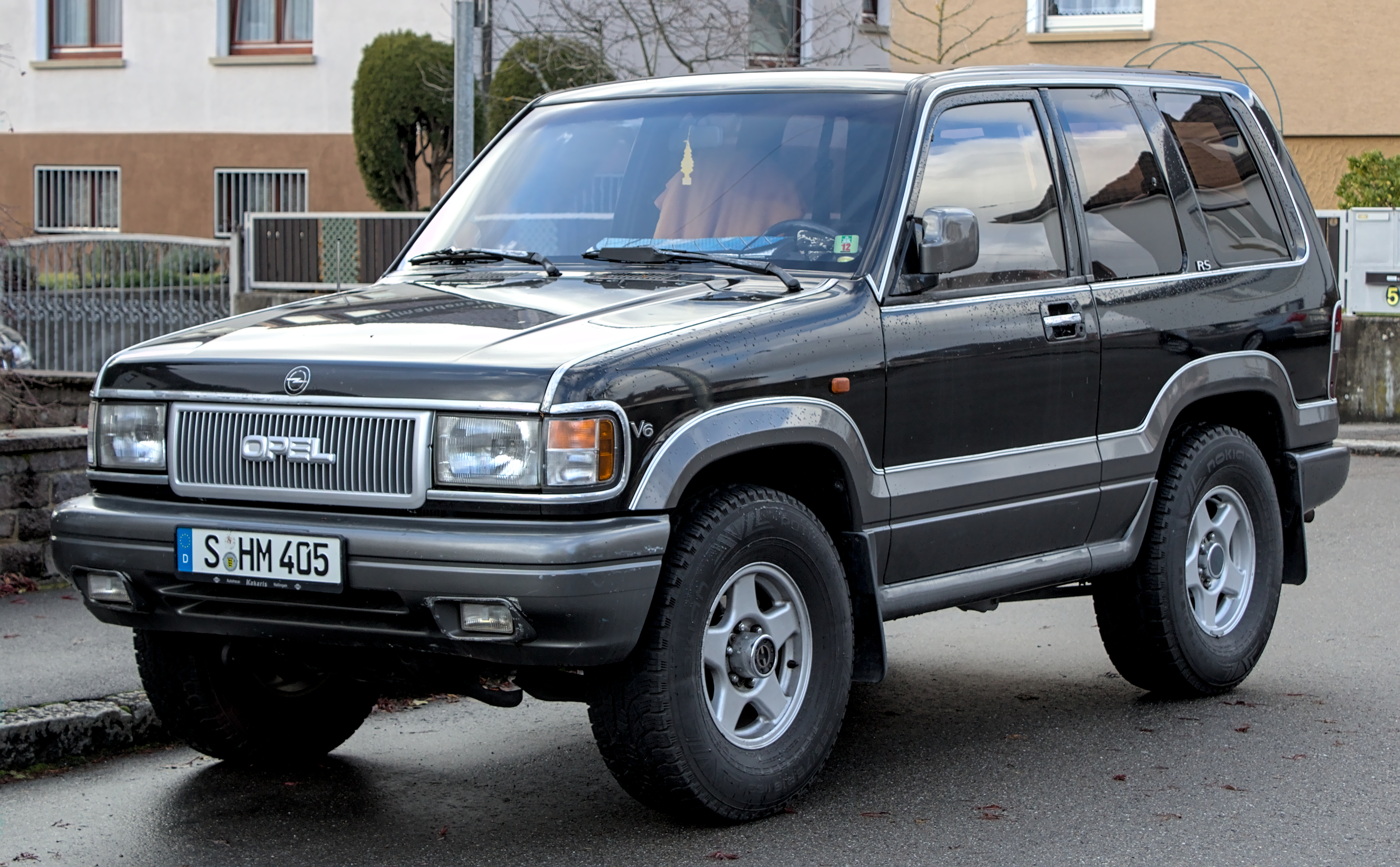
Opel / Vauxhall / Holden Monterey
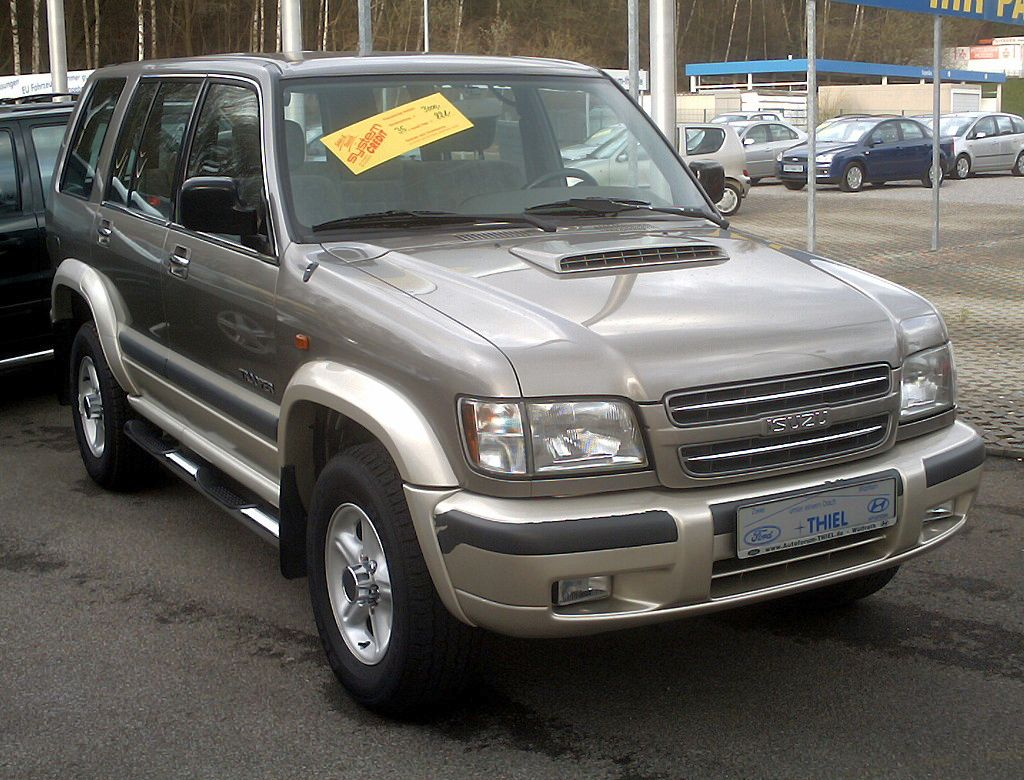
Isuzu Trooper ab 1999